# Église de Nedervetil
L'église de Nedervetil (en finnois : Alavetelin kirkko, en suédois : Nedervetil kyrka) est une église située dans le village Nedervetil de la commune de Kronoby en Finlande. 

## Description
Première église conçue par Matti Honka dans le style Empire.
L'église en bois est construite en 1754 sur la colline d'Ållisback.
La chaire fabriquée par Johan Backman en 1752 et peinte en 1755 est de style baroque classique. La peinture de la chaire aux teintes grise, noire et blanche imite l'ivoire, l'ébène et le marbre.
Les orgues à 15 jeux de la Fabrique d'orgues de Kangasala datent de 1975.
Le clocher construit en 1764-1767 sous la direction de Matti Honka est transformé par Juho Jaakko Kuorikoski en 1892. 
En 1967, Thorvald Lindqvist peint l'intérieur de l'église.